# Проделкин в школе
«Проде́лкин в шко́ле» — советский рисованный мультипликационный фильм, снятый на киностудии «Союзмультфильм» в 1974 году.
Первоначально этот фильм задумывался, как киножурнал для пионеров «Весёлое звено» (аналог «Весёлой карусели») режиссёром Анатолием Петровым. После завершения работы над журналом первый его выпуск был забракован в Госкино СССР и не выпущен на экраны. На переработку фильма ушло 2 с половиной месяца. В итоге план изменения фильма предложил редактор «Союзмультфильма» Александр Тимофеевский. Позже первоначальный вариант был показан в фестивалях, лекциях и вечере памяти Анатолия Петрова.
Образ героя мультфильма — школьника Проделкина, позже был использован в четырёхсерийном мультфильме «На задней парте».

## Сюжет
Мультфильм рассказывает о трёх эпизодах из жизни школьника Проделкина, высмеивая непоседливых и легкомысленных учеников.
- История 1: Как Проделкин читал стенгазету

В классе на переменке ученики читали пионерскую стенгазету своего отряда. Проделкин читал заметку: «Мы ходили на парад!» Прочитав, удивился — почему он не слышал об этом и не вышел на пионерский слёт? Одноклассница ответила: «В тот день ты не явился в класс, ты прогуливал у нас!».
- История 2: Как Проделкин боролся за успеваемость

На уроке истории Проделкин, на последней парте разглядывая в стенгазете заметку о своём соседе-отличнике «Вася Митин — лучший ученик класса», мечтает, что он также легко может выучить историю и стать способнее Васи: мешает только отсутствие терпения. Поэтому, пока учитель рассказывал о древнегреческой республике Спарте, Проделкин разглядывал картинку в учебнике истории и фантазировал о войне древних греков с врагами. Заигравшись «в войну», начал шуметь и кричать, не смог ответить на вопрос учителя, и в результате чего оказался в сатирической заметке классной стенгазеты с оценкой «2».
- История 3: Как Проделкин исправился

На уроке рисования учитель дал ученикам задание помечтать о чудесах науки и нарисовать какое-нибудь изобретение. Не желая утруждать себя придумыванием и рисованием, Проделкин стащил у замечтавшегося Васи Митина его рисунок фантастического аппарата «Смеситель». Пририсовав себя рядом со «Смесителем», Проделкин стал придумывать невероятные совмещения себя с конфетой, автоматом газированной воды, качелями, коньками и самым разнообразным спортивным инвентарём. Увидев проделки друга, Вася Митин в отместку нарисовал парту, с которой совместил Проделкина в «Смесителе», отчего получился «Сверхусидчивый Проделкин». В конце Проделкин вздыхает: «Какая страшная беда. Неужто это навсегда?»

## Создатели
| авторы сценария           | Александр Тимофеевский, Георгий Почепцов, Анатолий Митяев                |
| режиссёры                 | Анатолий Петров, Геннадий Сокольский, Валерий Угаров                     |
| художники-постановщики    | Валерий Угаров, Валентина Гилярова, Станислав Соколов, София Митрофанова |
| композиторы               | Шандор Каллош, Владимир Мартынов                                         |
| роль Проделкина исполняет | Мария Виноградова                                                        |
| вокальный дуэт            | Александр Семёнович и Ян Семёнович Лаевские                              |
| оператор                  | Михаил Друян                                                             |
| звукооператор             | Владимир Кутузов                                                         |
| монтажёр                  | Любовь Георгиева                                                         |
| ассистент режиссёра       | Нина Орлова                                                              |
| ассистент оператора       | Н. Бодрова                                                               |
| ассистент художника       | Татьяна Сокольская                                                       |
| редактор                  | Наталья Абрамова                                                         |
| директор картины          | Любовь Бутырина                                                          |

## О мультфильме
Тема беспорядка, весёлого разгрома, озорства, непоседливости возникает и в фильме «Проделкин в школе» (1974), снятом с Геннадием Сокольским и Анатолием Петровым; и в четырёх выпусках «На задней парте» (1978—1985), для которых Угаров написал сценарии с Анатолием Петровым. Все эти динамичные истории с головокружительными погонями и превращениями одновременно преследовали познавательные и воспитательные цели.— Сергей Капков